# Kernkraftwerk Chin Shan
 Chin-Shan beziehungsweise Jinshan war das erste kommerzielle Kernkraftwerk in Taiwan. Die Anlage befindet sich im Bezirk Jinshan der Stadt Neu-Taipeh im Norden der Insel, direkt an der Küste.
Die Anlage bestand aus zwei 604 Megawatt-Siedewasserreaktoren von General Electric.
Chin-Shan 1 wurde im Oktober 1977 kritisch und im Dezember 1978 ans Netz angeschlossen.
Chin-Shan 2 wurde im November 1978 kritisch und im Juli 1979 ans Netz angeschlossen.
Die Anlage war mit 420 Millionen US-Dollar veranschlagt und soll 990 Millionen US-Dollar gekostet haben.
Auf Grund von Zwischenfällen und Defekten, erschöpften Lagerkapazitäten für anfallenden Atommüll, aber auch in Zusammenhang mit dem Atomausstieg Taiwans wurden die beiden Reaktorblöcke im Dezember 2014 bzw. Juni 2017 vom Netz genommen. Die offizielle Stilllegung der beiden Blöcke fand jedoch erst mit Ablauf der 40-jährigen Betriebslizenz im Dezember 2018 respektive Juli 2019 statt.

## Zwischenfall
Am 2. März 2001 wurde bei einem Brennstabwechsel ein Brennstab beschädigt.

## Atommüll
Der taiwanische Atommüll (etwa 100.000 Fässer) lagert zum Teil auf der Insel Lan Yu im Südosten der Insel. Nach einer Vereinbarung von 2002 soll dort aber kein weiterer Müll gelagert werden.
Seit 2005 sind zwei Zwischenlager (etwa 40.000 Fässer) im Kernkraftwerk Kuosheng und in Chin Shan in Betrieb.

## Sonstiges
Eigentlich hatte die Regierung bereits 2001 beschlossen, keine weiteren Kernkraftwerke zu bauen und die Lizenz der bestehenden auslaufen zu lassen. Taiwan ist ein Land mit zahlreichen Erdbeben, und die Anlagen von Chin Shan und Kuosheng liegen in sehr dicht bevölkerten Regionen. Damit hätte das Kernkraftwerk Chin Shan im Jahre 2017 vom Netz gehen müssen. 2007 wurde der Konsens aber wieder in Frage gestellt und es wurde eine Verlängerung der Laufzeit um 20 Jahre diskutiert.
Im Februar 2016 teilte Taiwans Premier Lin Chuan mit, dass die beiden Reaktoren in Chin Shan wie geplant 2018 und 2019 abgeschaltet werden.

## Betriebsstopp und Stilllegung
Die zugesagte, offizielle Stilllegung der beiden Reaktorblöcke sollte mit Ablauf der 40-jährigen Betriebslizenz im Dezember 2018 und 2019 erfolgen. Die Anlagen sind faktisch ohnehin schon länger abgeschaltet und es war nicht davon auszugehen, dass sie zwischenzeitlich noch einmal den Betrieb aufnehmen:
Block 1 stand infolge eines Defekts seit dem 28. Dezember 2014 still.
Nachdem infolge starker Regenfälle ein Hochspannungsmast nahe dem Kraftwerk eingestürzt war, wurde am 3. Juni 2017 auch Reaktorblock 2 vom Netz genommen. Die Abschaltung erfolgte eine Woche vor der geplanten Außerbetriebsetzung. Da im Zwischenlager am Standort keine Lagerkapazitäten für Atommüll mehr vorhanden sind, war es dem Betreiber Taipower untersagt, den Reaktor mit neuem Brennstoff zu befüllen.

## Daten der Reaktorblöcke
Das Kernkraftwerk Chin-Shan hat zwei Blöcke:
| Reaktorblock | Reaktortyp         | Netto- leistung | Brutto- leistung | Baubeginn        | Netzsyn- chronisation | Kommer- zieller Betrieb | Abschal- tung    |
| ------------ | ------------------ | --------------- | ---------------- | ---------------- | --------------------- | ----------------------- | ---------------- |
| Chin Shan-1  | Siedewasserreaktor | 604 MW          | 636 MW           | 2. Juni 1972     | 16. November 1977     | 10. Dezember 1978       | 6. Dezember 2018 |
| Chin Shan-2  | Siedewasserreaktor | 604 MW          | 636 MW           | 7. Dezember 1973 | 19. Dezember 1978     | 15. Juli 1979           | 16. Juli 2019    |